# 张国安 (中国人大代表)
张国安（1969年10月—），重庆人，汉族，中华人民共和国政治人物、中國共產黨党员、第十一届全国人民代表大会重庆地区代表。
毕业于中共重庆市委党校乡村管理专业。曾任中共重庆市开县长沙镇党委委员、福城村党总支书记。2008年起担任全国人大代表。